# Trigonopeltastes archimedes
Trigonopeltastes archimedes är en skalbaggsart som beskrevs av Hermann Rudolph Schaum 1841. Trigonopeltastes archimedes ingår i släktet Trigonopeltastes och familjen Cetoniidae. Inga underarter finns listade i Catalogue of Life.